# Léouville

Léouville este o comună în departamentul Loiret din centrul Franței. În 1 ianuarie 2022 avea o populație de 88 de locuitori.